# Rich, Young and Pretty
Rich, Young and Pretty (Brasil: Rica, Bonita e Solteira / Portugal: Rica, Jovem e Bonita) é um filme norte-americano de 1951, do gênero comédia musical, dirigido por Norman Taurog e estrelado por Jane Powell e Danielle Darrieux.
Grande sucesso com Jane Powell, que canta com Vic Damone "Wonder Why" (Nicholas Brodszky e Sammy Cahn), uma das dez canções do filme e que foi indicada ao Oscar. Estreia no cinema de Damone, cantor ao estilo de Frank Sinatra; ele e o astro argentino Fernando Lamas iniciavam um longo contrato com a MGM.

## Sinopse
Elizabeth e o pai Jim, rico fazendeiro que enveredou pela política, passeiam por Paris. Duas coisas acontecem: primeiro, ela se enamora do belo André Milan e, segundo, ela descobre que sua mãe, a francesa Marie, não morreu, ao contrário do que lhe fizeram crer. Marie está vivinha, ao lado do gentil sul americano Paul Sarnac. E agora?

## Premiações
| Patrocinador                                  | Prêmio | Categoria              | Situação |
| --------------------------------------------- | ------ | ---------------------- | -------- |
| Academia de Artes e Ciências Cinematográficas | Oscar  | Melhor Canção Original | Indicado |

## Elenco
| Ator/Atriz         | Personagem         |
| ------------------ | ------------------ |
| Jane Powell        | Elizabeth Rogers   |
| Danielle Darrieux  | Marie Devarone     |
| Wendell Corey      | Jim Stauton Rogers |
| Vic Damone         | André Milan        |
| Fernando Lamas     | Paul Sarnac        |
| Marcel Dalio       | Claude Duval       |
| Una Merkel         | Glynnie            |
| Richard Anderson   | Bob Lennart        |
| Jean Murat         | Henri Milan        |
| Duci De Kerekjarto | Líder dos ciganos  |
| Hans Conried       | Jean               |

## Galeria

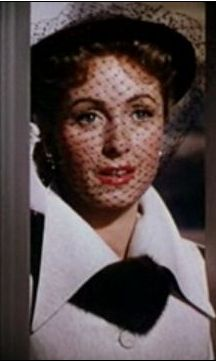
Danielle Darrieux no trailer do filme
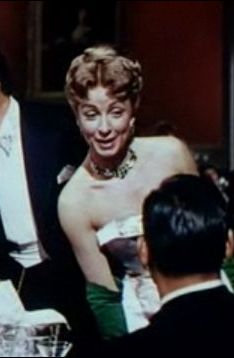
Danielle Darrieux em outra cena do trailer do filme
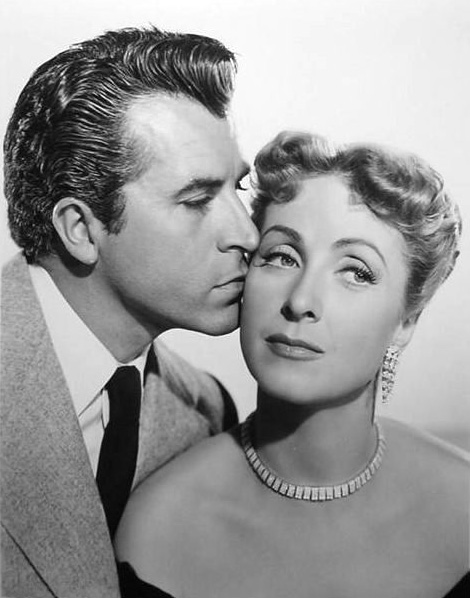
Fernando Lamas e Danielle Darrieux em fotografia para divulgação do filme